# Argeia lowisi
Argeia lowisi är en kräftdjursart som beskrevs av Goverdhan Lal Chopra 1923. Argeia lowisi ingår i släktet Argeia och familjen Bopyridae. Inga underarter finns listade i Catalogue of Life.